# 3 000 mètres steeple masculin aux championnats du monde d'athlétisme 2023
Pour des articles plus généraux, voir Championnats du monde d'athlétisme 2023 et 3 000 mètres steeple aux championnats du monde d'athlétisme.
Navigation
Eugene 2022 Tokyo 2025
L'épreuve du 3 000 mètres steeple masculin des championnats du monde de 2023 se déroule les 19 et 22 août 2023 au sein du Centre national d'athlétisme à Budapest, en Hongrie.

## Qualification
La période de qualification est comprise entre le 31 juillet 2022 et le 30 juillet 2023. Le minima de qualification est fixé à 8 min 15 s 00.

## Résultats

### Séries
| Rang | Série | Athlète                | Pays               | Temps   | Notes |
| ---- | ----- | ---------------------- | ------------------ | ------- | ----- |
| 1    | 3     | Lamecha Girma          | Éthiopie           | 8:15.89 | Q     |
| 2    | 3     | George Beamish         | Nouvelle-Zélande   | 8:16.36 | Q     |
| 3    | 3     | Leonard Bett           | Kenya              | 8:16.74 | Q     |
| 4    | 3     | Ryuji Miura            | Japon              | 8:18.73 | Q     |
| 5    | 1     | Getnet Wale            | Éthiopie           | 8:19.99 | Q     |
| 6    | 1     | Jean-Simon Desgagnés   | Canada             | 8:20.04 | Q     |
| 7    | 3     | Simon Sundström        | Suède              | 8:20.10 | Q, PB |
| 8    | 1     | Simon Kiprop Koech     | Kenya              | 8:20.29 | Q     |
| 9    | 1     | Daniel Arce            | Espagne            | 8:20.46 | Q     |
| 10   | 1     | Ryōma Aoki             | Japon              | 8:20.54 | Q, SB |
| 10   | 3     | Víctor Ruiz            | Espagne            | 8:20.54 |       |
| 12   | 1     | Mohamed Tindouft       | Maroc              | 8:20.67 |       |
| 13   | 3     | Djilali Bedrani        | France             | 8:20.69 |       |
| 14   | 1     | Avinash Mukund Sable   | Inde               | 8:22.24 |       |
| 15   | 3     | Karl Bebendorf         | Allemagne          | 8:22.33 |       |
| 16   | 3     | Mohammed Msaad         | Maroc              | 8:22.95 |       |
| 17   | 2     | Kenneth Rooks          | États-Unis         | 8:23.66 | Q     |
| 18   | 2     | Soufiane El Bakkali    | Maroc              | 8:23.66 | Q     |
| 19   | 2     | Mohamed Amin Jhinaoui  | Tunisie            | 8:24.20 | Q     |
| 20   | 1     | Benard Keter           | États-Unis         | 8:24.20 |       |
| 21   | 2     | Abraham Kibiwot        | Kenya              | 8:24.31 | Q     |
| 22   | 2     | Leonard Chemutai       | Ouganda            | 8:24.74 | Q     |
| 23   | 2     | Nahuel Carabaña        | Andorre            | 8:27.05 |       |
| 24   | 1     | Vidar Johansson        | Suède              | 8:27.21 |       |
| 25   | 3     | Ala Zoghlami           | Italie             | 8:28.76 |       |
| 26   | 2     | István Palkovits       | Hongrie            | 8:29.37 |       |
| 27   | 1     | Ahmed Jaziri           | Tunisie            | 8:29.81 |       |
| 28   | 1     | Topi Raitanen          | Finlande           | 8:30.69 |       |
| 29   | 2     | Abrham Sime            | Éthiopie           | 8:31.49 |       |
| 30   | 3     | Isaac Updike           | États-Unis         | 8:31.81 |       |
| 31   | 2     | Osama Zoghlami         | Italie             | 8:33.07 |       |
| 32   | 2     | Salaheddine Ben Yazide | Maroc              | 8:38.14 |       |
| 33   | 2     | Seiya Sunada           | Japon              | 8:38.59 |       |
| 34   | 3     | Fouad Idbafdil         | Équipe de réfugiés | 8:39.21 |       |
| 35   | 1     | Matthew Clarke         | Australie          | 8:40.92 |       |
| 36   | 2     | Emil Blomberg          | Suède              | 8:42.33 |       |
| 37   | 3     | Julián Molina          | Argentine          | 8:46.44 |       |

### Finale
| Rang               | Athlète               | Pays             | Temps   | Notes |
| ------------------ | --------------------- | ---------------- | ------- | ----- |
| Médaille d'or      | Soufiane el-Bakkali   | Maroc            | 8:03.53 |       |
| Médaille d'argent  | Lamecha Girma         | Éthiopie         | 8:05.44 |       |
| Médaille de bronze | Abraham Kibiwot       | Kenya            | 8:11.98 |       |
| 4                  | Leonard Bett          | Kenya            | 8:12.26 |       |
| 5                  | George Beamish        | Nouvelle-Zélande | 8:13.46 | AR    |
| 6                  | Ryūji Miura           | Japon            | 8:13.70 |       |
| 7                  | Simon Koech           | Kenya            | 8:14.37 |       |
| 8                  | Jean-Simon Desgagnés  | Canada           | 8:15.58 | PB    |
| 9                  | Daniel Arce           | Espagne          | 8:18.31 |       |
| 10                 | Kenneth Rooks         | États-Unis       | 8:20.02 |       |
| 11                 | Getnet Wale           | Éthiopie         | 8:21.03 |       |
| 12                 | Leonard Chemutai      | Ouganda          | 8:21.61 |       |
| 13                 | Mohamed Amin Jhinaoui | Tunisie          | 8:23.08 |       |
| 14                 | Ryōma Aoki            | Japon            | 8:24.77 |       |
| 15                 | Simon Sundström       | Suède            | 8:27.68 |       |
| 16                 | Isaac Updike          | États-Unis       | 8:30.67 | PB    |

## Légende
Records et Performances
- AR : Record continental (area record)
- CR : Record des championnats (championship record)
- MR : Record du meeting (meet record)
- NR : Record national (national record)
- OR : Record olympique (olympic record)
- PR : Record paralympique (paralympic record)
- PB : Record personnel (personal best)
- SB : Meilleure performance personnelle de la saison (season's best)
- WL : Meilleure performance mondiale de l'année (world leader)
- WJR : Record du monde junior (world junior record)
- WR : Record du monde (world record)

Circonstances et Conditions
- DNF : N'a pas terminé (did not finish)
- DNS : N'a pas pris le départ (did not start)
- DQ : Disqualification (disqualification)
- NM : Aucun essai valable enregistré (No Mark)
- Q : Qualifié « directement » au prochain tour (ou à la prochaine compétition), lors d'une compétition majeure, grâce au classement ou à la réalisation des minima (automatic qualifier)
- q : Qualifié au prochain tour (ou à la prochaine compétition), lors d'une compétition majeure, grâce au repêchage ou à la réalisation de l'une des meilleures performances parmi celles des « non qualifiés directement » (grâce au meilleur temps ou à la meilleure distance par exemple) (secondary qualifier)